# La Colombe (Star Trek)
Pour l’article homonyme, voir La Colombe.
La Colombe (Day of the Dove) est le septième épisode de la troisième saison de la série télévisée Star Trek. Il fut diffusé pour la première fois le 1er novembre 1968 sur la chaîne américaine NBC.
Une forme extraterrestre s'en prend à un vaisseau de l'Empire Klingon en faisant croire à une attaque de l'Enterprise. L'équipage du vaisseau Klingon est emprisonné par le capitaine Kirk. Alors que l'Enterprise est envoyé vers l'extérieur de la galaxie, les Klingons et les membres de l'équipage du vaisseau de la Fédération se voient offrir des épées qui apparaissent par magie, une entité cherchant à ce qu'ils se combattent.

## Distribution

### Acteurs principaux
- William Shatner — James T. Kirk (VF : Yvon Thiboutot)
- Leonard Nimoy — Spock (VF : Régis Dubost)
- DeForest Kelley — Leonard McCoy
- James Doohan — Montgomery Scott
- George Takei — Hikaru Sulu
- Nichelle Nichols — Uhura
- Walter Koenig — Pavel Chekov

### Acteurs secondaires
- Michael Ansara - Kang
- Susan Howard - Mara
- David L. Ross - Lieutenant Johnson
- Mark Tobin - Klingon

## Résumé
L'Enterprise déploie une unité de reconnaissance composée du capitaine Kirk du docteur McCoy et de l'enseigne Pavel Chekov sur la planète Beta XII-A, d'où ils ont reçu un message de détresse venant d'une colonie peuplée de milliers de colons. Toutefois, sur place ils ne découvrent plus rien. Un vaisseau Klingon fait son apparition, celui-ci est endommagé. Un groupe de Klingons se téléporte à la surface et leur commandant, Kang, accuse l'équipage de l'Enterprise de les avoir attaqués après avoir simulé un signal de détresse, ce qui est contraire à un traité de paix signé avec la fédération trois ans auparavant. Ils accusent Kirk de vouloir déclencher une nouvelle guerre et exigent qu'il leur donne le commandement de l'Entreprise en réparation. Chekov se rebelle envers les Klingons, son frère (sa belle-sœur en VF) étant morte dans une guerre contre eux. Kirk fait croire qu'il va les amener à bord de son vaisseau. Toutefois son signal est en réalité une mise en garde et une fois téléportés à l'intérieur du vaisseau, les Klingons sont faits prisonniers. Le reste des occupants du vaisseau Klingon, notamment Mara, la femme de Kang, sont téléportés dans l'Enterprise et leur vaisseau, devenu irréparable, est détruit.
Peu de temps avant de repartir, une entité lumineuse vivant sur Beta XII-A s'introduit à l'intérieur de l'Enterprise. Celle-ci semble être à l'origine des faux signaux de détresse. Elle prend le commandement de l'Enterprise pour le pousser à voyager à toute vitesse vers les confins de la galaxie, vidant les cristaux de dilithium de l'Enterprise. Elle pousse aussi la température à son maximum et change les différents armes à l'intérieur du vaisseau en armes blanches. Des combats entre Klingons et humains commencent à apparaître.
Spock finit par découvrir la présence de l'entité, celle-ci se nourrissant des émotions violentes. De plus, le lieutenant Sulu affirme que Chekov est fils unique et ne peut pas avoir eu de belle-sœur tuée par les Klingons. Kirk examine la possibilité que la créature fasse naître de faux souvenirs et avec l'aide de Spock, ils tentent de rassurer l'équipage afin d'éviter que la colère ne les submerge. Kirk pense alors demander de l'aide à Kang, afin qu'il calme la fureur de son équipage et l'aide à rétablir la paix. Toutefois celui-ci a pris possession de la salle des machines du vaisseau et décide de couper les arrivés d'air dans la partie du vaisseau contrôlée par les membres de l'Enterprise.
Alors qu'ils marchent dans les couloirs, Kirk et Spock sauvent Mara qui était menacée par Chekov. Kirk finit par l'assommer. Le petit groupe est alors témoin des agissements de la créature et s'aperçoit que celle-ci se met à devenir puissante lorsque la rage d'une personne se fait sentir et s'affaiblit lorsque celle-ci est assommée. Kang refusant de parler à Kirk, Mara et Kirk arrivent à se téléporter à l'intérieur de la salle des machines. Kirk est attaqué par Kang et ses hommes, mais le capitaine réussit à lui expliquer qu'une entité se nourrit de leur rage et qu'en se battant il ne fait qu'être son esclave. Kang et Kirk s'allient et envoient un message à l'intérieur du vaisseau qui ordonne un cessez-le-feu. La créature commence à s'affaiblir, et tous se mettent à se moquer d'elle, ce qui diminue sa puissance et la pousse à fuir le vaisseau.

### Continuité
- Le personnage du commandant Kang reviendra dans l'épisode Le Pacte de sang de la série dérivée Star Trek: Deep Space Nine et dans l'épisode Images du passé de Star Trek: Voyager.
- C'est le premier épisode à faire apparaître une Klingonne.
- C'est la première fois que l'on voit une téléportation d'une pièce à une autre du vaisseau. Ce procédé, considéré comme dangereux dans cet épisode, sera réutilisé de nombreuses fois dans les séries dérivées.
- La Fédération et les Klingons sont en paix depuis trois ans, afin de se référer au traité signé à la fin de l'épisode Les arbitres du cosmos.

## Production

### Écriture
Le scénario de l'épisode fut proposé par le scénariste Jerome Bixby le 28 mars 1968 sous le nom de For They Shall Inherit puis Day of the Dove le 14 avril. La première version du script fut finie le 9 août 1968 avant d'être partiellement réécrite par Arthur Singer et Fred Freiberger au cours du mois d'août 1968.
Dans le scénario original, l'Enterprise devait se rendre sur la colonie de Beta XII-A afin de célébrer une "journée de la paix" et la créature devait disparaître après que les Klingons et l'équipage de l'Enterprise auraient chanté ensemble un chant de la paix. La production trouvait que cela n'était pas nécessaire pour comprendre l'idée de l'épisode.

### Casting
À l'origine, John Colicos devait jouer le rôle du commandant Kor vu dans l'épisode Les arbitres du cosmos dans lequel une trêve entre les Klingons et la Fédération est amorcée. Toutefois, l'acteur était indisponible et son rôle a été réécrit pour être celui du commandant Kang.

### Tournage
Le tournage eut lieu du 22 au 29 août 1968 au studio de la compagnie Desilu sur Gower Street à Hollywood, sous la direction du réalisateur Vincent McEveety.

## Diffusion et réception critique

### Diffusion américaine
L'épisode fut retransmis à la télévision pour la première fois le 1er novembre 1968 sur la chaîne américaine NBC en tant que septième épisode de la troisième saison.

### Diffusion hors États-Unis
L'épisode fut diffusé au Royaume-Uni le 13 janvier 1971 sur BBC One.
En version francophone, l'épisode fut diffusé au Québec en 1971. En France, l'épisode est diffusé le 14 août 1986 lors de la rediffusion de l'intégrale de Star Trek sur La Cinq.

### Réception critique
Dans un classement pour le site Hollywood.com, Christian Blauvelt place cet épisode à la 47e position sur les 79 épisodes de la série originelle estimant qu'il s'agit d'un bon épisode. Pour le site The A.V. Club Zack Handlen donne à l'épisode la note de B- trouvant que si l'épisode avait du potentiel, celui-ci est trop simpliste et manque son but.

## Adaptations littéraires
L'épisode fut romancé sous forme d'une nouvelle de 27 pages écrite par l'auteur James Blish dans le livre Star Trek 11, un recueil compilant différentes histoires de la série et sorti en avril 1975 aux éditions Bantam Books. L'épisode a connu aussi une édition sous forme de roman photo à partir de photos prises de l'épisode.
Dans une série de comic book publiés chez IDW Comics nommée Star Trek Klingons - Blood Will Tell, l'épisode "Blood Reign O'er Me" raconte cet épisode du point de vue des Klingons.

## Éditions commerciales
Aux États-Unis, l'épisode est disponible sous différents formats. En 1988 et 1990, l'épisode est sorti en VHS et Betamax. L'épisode sortit en version remastérisée sous format DVD en 2001 et 2006.
L'épisode connut une nouvelle version remasterisée diffusée le 5 janvier 2008 : l'épisode fit l'objet de nouveaux effets spéciaux, notamment les plans de l'Enterprise vus de l'espace qui ont été refaits à partir d'images de synthèse, la planète Beta XII-A qui a une apparence plus crédible et l'on voit l'Enterprise tirer sur le vaisseau Klingon et le détruire. Cette version est comprise dans l'édition Blu-ray, diffusée en décembre 2009.
En France, l'épisode fut disponible avec l'édition VHS de l'intégrale de la saison 3 en 2000. L'édition DVD est sortie en 2004 et l'édition Blu-ray le 22 décembre 2009.